# Tatiana Karamchakova
Tatiana Karamchakova –en ruso, Татьяна Карамчакова– (1 de junio de 1969) es una deportista rusa que compitió en lucha libre. Ganó tres medallas en el Campeonato Mundial de Lucha entre los años 1992 y 1994, y una medalla de oro en el Campeonato Europeo de Lucha de 1993.

## Palmarés internacional
| Representando a Rusia |                   |                   |           |
| Campeonato Mundial    |                   |                   |           |
| Año                   | Lugar             | Medalla           | Categoría |
| 1992                  | Lyon (Francia)    | Medalla de bronce | 44 kg     |
| 1993                  | Stavern (Noruega) | Medalla de bronce | 44 kg     |
| 1994                  | Sofía (Bulgaria)  | Medalla de plata  | 44 kg     |
| Campeonato Europeo    |                   |                   |           |
| Año                   | Lugar             | Medalla           | Categoría |
| 1993                  | Ivánovo (Rusia)   | Medalla de oro    | 44 kg     |